# 北扶餘
北扶余（前239年－前58年）是一个曾位于今中国东北的古老部落，传说由解慕漱创建。

北扶余的记载大多出自1979年写成的伪书《桓檀古记》的北扶余记中：檀君朝鲜灭亡后，解慕漱经过6年的征战于公元前239年建立起了北扶余社。公元前195年解慕漱传位给他的儿子慕漱离。慕漱离在位期间，北扶余延续扩张领土。公元前170年，慕漱离去世后，其子高奚斯成为北扶余第三任頭目。高奚斯继续了其前辈的扩张政策。公元前121年，高奚斯去世后，其长子高于娄继位直到公元前86年。公元前86年，高于娄的兄弟解夫娄继承北扶余頭目。解夫娄执政不到一年，檀君朝鲜末代檀君古列加的后裔高豆莫（东明帝）就与他争权。结果解夫娄败给高豆莫后，逃到迦叶原，建立了东扶余。高豆莫成为北扶余第六任頭目后，北扶余改名为卒本扶余。高豆莫死后，高无胥继位。朱蒙继位后将卒本扶余改名为高句丽。

## 历任首領
- 解慕漱
- 慕漱离
- 高奚斯
- 高于娄
- 解夫娄
- 高豆莫